# Jan Benninghbrug
De Jan Benninghbrug of kortweg Benningbrug is een ophaalbrug van teak met gekoppelde balans en open hameistijlen en een stalen aanbrug aan de oplegzijde en voert over het riviertje Bullewijk in het Nederlandse dorp Ouderkerk aan de Amstel. De brug die ter plaatse wordt bediend is in 1996 gebouwd ter ontsluiting van de nieuwbouwwijk Benning.
Ook was de brug van belang voor andere relaties omdat tot die tijd tussen Ouderkerk en de Voetangelbrug en verder langs de Holendrecht richting Abcoude en Amsterdam-Zuidoost geen andere mogelijkheid was de Bullewijk en Holendrecht over te komen vanaf de Holendrechterweg of de Ronde Hoep Oost. De brug verbindt de Machineweg en de Holendrechterweg met de Ronde Hoep Oost en de wijk Benning. Deze wijk is gelegen in de kleine polder Benning die grenst aan de polder de Rondehoep.
De brug is vernoemd naar Jan Benningh, schepen, schout en raadsheer in Amstelland en het hof van Holland in de 16e eeuw, en indirect naar de polder Benning.